# Puente en arco de celosía
Un puente en arco de celosía combina los elementos del puente en celosía y del puente en arco. La forma en la que trabaje dependerá de su diseño: si no se generan fuerzas de empuje horizontal en los estribos, la estructura trabaja como una viga de celosía con forma de arco (esencialmente, una viga con un perfil curvado cuyo cordón inferior en tracción absorbe la tendencia a abrirse del cordón superior); pero si se generan empujes horizontales en los estribos y en el ápice del arco hay dispuesta una articulación, se denomina arco triarticulado. Si no existe una articulación en el vértice, normalmente será un arco biarticulado.
En los puentes arco de celosía metálica, la retícula de cada estructura suele emular un tipo de disposición anteriormente usada en los puentes de madera. Una estructura de madera de este tipo utiliza vigas unidas con clavijas, por lo que las piezas de la celosía no pueden moverse libremente entre sí, ya que forman parte de una cercha articulada con pasadores que solo permite la rotación en los puntos de unión. Estas estructuras rígidas (que generan tensiones de flexión sobre los elementos) se desarrollaron aún más en el siglo XX, siendo conocidas como celosías Vierendeel.

## Algunos puentes de este tipo
- Wikimedia Commons alberga una categoría multimedia sobre Puente en arco de celosía.
- Puente María Pía (1877), el arco biarticulado pionero de Gustave Eiffel
- Viaducto de Garabit (1886), con un arco de celosía metálico de 165 m de luz, también obra de Eiffel
- Puente Hurricane Deck (1936), el último puente de celosía que queda en el lago de los Ozarks en el centro de Misuri
- Puente I-35W del río Misisipi (1967) que se derrumbó en 2007 en Minneapolis, Minnesota, EE. UU.
- Puente Navajo de 1929 y su duplicación de 1995, ambos con la misma disposición general. Fueron construidos utilizando voladizos sin soporte, con cada arco unido en la clave mediante un pasador central

## Imágenes
|  |  |  |